# Ернест Дрезен
Ернест Карлович Дрезен (в деяких джерелах — Ернест Вільгельм  ; 2 [14] листопада 1892, Лієпая — 27 жовтня 1937, Москва) — російський і радянський інтерлінгвіст і есперантолог, керівник Союзу есперантистів радянських республік.

## Біографія
Народився в Лібава, Курляндія (нині — Лієпая, Латвія) в сім'ї моряка, за національністю латиша. Після закінчення початкової школи в 1908 році вступив до реального училища в Кронштадті, куди переїхала його родина. У віці 16 років познайомився з Інтерлінгвістикою, що визначило його подальше життя. Спочатку він вивчив реформований варіант есперанто — мова ідо, і кілька років був гарячим його прихильником. У 1912 році в журналі прихильників ідо «Ідеаліст» опублікував «Заклик до всіх видавців-ідістів», до якому просив надсилати йому брошури і журнали зі статтями Л. М. Толстого або про Толстого для музею письменника і висловлював готовність створити в цьому музеї відділення ідо . Але подальше ослаблення в світі позицій ідістського руху привело до відходу багатьох його прихильників в есперанто-рух, і Е. Дрезен був в їх числі.
З 1911 по 1916 роки навчався в Петербурзькому Політехнічному інституті, де створив групу есперантистів і керував її роботою, а в 1916 році був в числі засновників інтерлінгвістіичного товариства «Космоглот». При поновленні діяльності петербурзького есперантистського товариства «Есперо», після так званого «Процесу Постнікова», Дрезен увійшов до керівного складу товариства, а в 1917—1919 рр. був його головою.
Після закінчення Політехнічного інституту закінчив тримісячне училище військових інженерів і був направлений у діючу армію в чині прапорщика.
Під час Лютневої революції 1917 року в чині підпоручика допомагав охороняти заарештованих царських міністрів в Таврійському палаці. Вступив до партії есерів, але незабаром вийшов з неї, а в 1918 р вступив в РКП (б). У 1918—1921 рр. служив в Червоній Армії. З 1921 по 1923 роки працював заступником керуючого справами ВЦВК, потім працював в наркоматі іноземних справ, Робітничо-селянської інспекції, Всесоюзному комітеті стандартів, доцентом і професором 1-го Московського держуніверситету і автомеханічного інституту, начальником відділу Всесоюзного центрального комітету нового алфавіту (ВЦКНА) Ради національностей ЦВК СРСР. З 1926 по 1930 роки працював директором Московського інституту зв'язку, заступником директора тресту «Оргенерго» і професором Московського університету, а також радником Всесоюзного товариства культурних зв'язків із зарубіжжям (ВОКС) .
Постійно вів активну роботу в есперанто-русі. У 1919 році він виступив в числі ініціаторів створення Есперанто-секції III Інтернаціоналу (проіснувала до 1921 року), а в червні 1921 року на III Всеросійському з'їзді есперантистів став засновником Союзу Есперантистів Радянських Країн (пізніше — Союз есперантистів радянських республік, СЕСР); будучи обраний генеральним секретарем ЦК СЕСР, перебував на цій посаді до серпня 1936 року. Головною метою діяльності СЕСР проголошувалися пропаганда радянського способу життя, досягнень революції, ідей комунізму. Під керівництвом Е. Дрезена СЕСР став організацією, структурно і ідейно аналогічної РКП (б).
Це зумовило конфлікт СЕСР як з міжнародним есперантським рухом в цілому (оскільки одним з основоположних принципів руху, проголошених ще в Булоньській декларації, є його політична та ідеологічна нейтральність), так і з створеної в серпні 1921 року Всесвітньою позанаціональною Асоціацією (SAT). SAT замислювалася як організація, що об'єднує прихильників політичних партій всіх перебігу лівої соціалістичної орієнтації, але вона не могла повністю відповідати інтересам СЕСР і її керівництва, так як в SAT, крім комуністів, входили також анархісти, троцькісти та інші, оголошені радянською владою «шкідливим елементом». З початку 1930-х рр. відносини між СЕСР і SAT стали погіршуватися, і в 1932 році відбувся остаточний розрив. В серпня 1932 року на установчій конференції в Берліні був створений Інтернаціонал пролетарських есперантистів (ІСЕ), найбільшої секцією якого став СЕСР (в момент створення ІСЕ налічував близько 5000 членів, а в Наприкінці 1934 р — близько 11 000, в тому числі 8000 з СРСР) .
17 квітня 1937 був заарештований за звинуваченням у шпигунстві і контрреволюційної діяльності, і 27 жовтня розстріляний, прах похований в Загальній могилі № 1 Донського кладовища. Разом з ним були арештовані багато керівників і рядові члени СЕСР, що призвело до фактичної ліквідації цієї організації. Було репресовано і розстріляно також дружина і молодший брат Е. К. Дрезена — А. К. Дрезен . З усіх членів ЦК СЕСР в живих залишилося лише двоє .

## Внесок в Інтерлінгвістику іесперантологію
Е. Дрезен є автором близько 50 робіт з Інтерлінгвістики і есперантологіі, а також праць з історії російського і радянського есперанто-руху, які неодноразово перевидавалися в різних країнах (а деякі з них після розстрілу Е. К. Дрезена довгі роки лежали в радянському «спецхрані»).
Найважливіша його робота — "Історія світової мови" («есп. Historio de la mondolingvo»). У ній були детально розібрані численні проєкти міжнародної мови, починаючи з давніх-давен і до 1930-х років. Великий інтерес для істориків представляють також «Аналітична історія есперантського руху» і «У боротьбі за СЕСР. Нотатки про історію радянського есперантського руху».
З ініціативи Е. К. Дрезена в 1936 році була створена міжнародна група експертів з термінології в рамках Міжнародної організації зі стандартизації (в даний час це — технічний комітет ISO / TC 37).
Здійснював літературне редагування видання мовою есперанто повісті А. С. Новікова-Прибоя «Підводники» (La Submarinistoj) в 1932 році.

## Публікації
- Дрезен Э. К. . За всеобщим языком. Три века исканий. 3-е изд. — М. : Едиториал УРСС, 2012. — 272 с. — ISBN 978-5-354-01430-9.
- Historio de la mondolingvo, (+1931);
- Analiza Historio de la Esperanto-Movado, (одна тисяча дев'ятсот тридцять одна);
- Skizoj pri teorio de Esperanto (1931);
- Zamenhof — bioideologia studo, SAT, +1929 ;
- La Vojo de formigxo kaj disvastigxo de la lingvo internacia , SAT, 1929
- Drezen, Ernest K. Pri problemo de internaciigo de science-teknika terminaro. Historio, nuna stato kaj perspektivoj. — Saarbrücken : Artur E. Iltis, 1983.